# Воловиці
Воловиці (пол. Wołowice, нім. Wolowitz) — село в Польщі, у гміні Черніхув Краківського повіту Малопольського воєводства.
Населення — 1423 особи (2011).
У 1975-1998 роках село належало до Краківського воєводства.

## Демографія
Демографічна структура станом на 31 березня 2011 року:
|          | Загалом | Допрацездатний вік | Працездатний вік | Постпрацездатний вік |
| -------- | ------- | ------------------ | ---------------- | -------------------- |
| Чоловіки | 718     | 151                | 511              | 56                   |
| Жінки    | 705     | 137                | 435              | 133                  |
| Разом    | 1423    | 288                | 946              | 189                  |